# Paraclius acutatus
Paraclius acutatus är en tvåvingeart som beskrevs av Yang och Li 1998. Paraclius acutatus ingår i släktet Paraclius och familjen styltflugor.
Artens utbredningsområde är Zhejiang (Kina). Inga underarter finns listade i Catalogue of Life.